# Rebelión de Hermenegildo

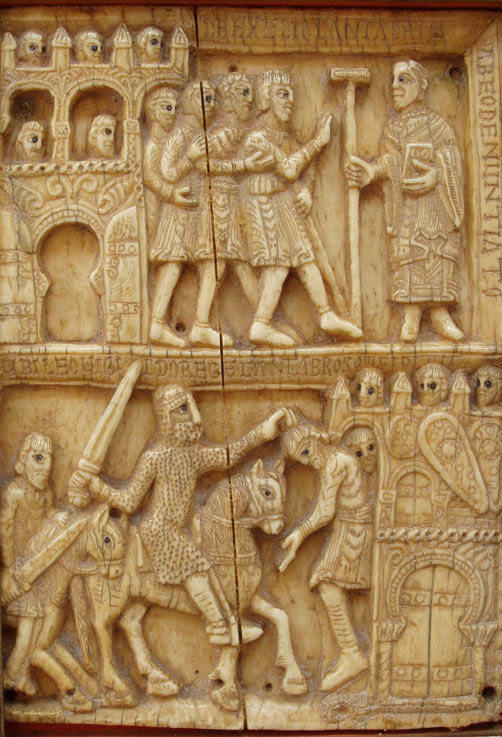
Marfil románico en el que se representa al rey Leovigildo sometiendo a los cántabros y tomando una ciudad.

La rebelión de Hermenegildo contra el rey visigodo Leovigildo tuvo lugar entre el 580 y el 584 en el Reino visigodo de Toledo. La encabezó el hijo mayor del rey, Hermenegildo, y tuvo su epicentro en Sevilla. El trasfondo de la misma —y su posterior justificación—, fue la conversión de Hermenegildo al catolicismo por influencia de su esposa, la princesa franca Ingundis, y de Leandro, obispo de Sevilla, abandonando así su fe cristiana arriana que era la que profesaban los visigodos. Esta guerra civil entre godos acabó con la victoria del rey Leovigildo y el apresamiento y posterior asesinato del rebelde Hermenegildo.

## Antecedentes
Los reyes visigodos no trataron de imponer su fe cristiana arriana a sus súbditos hispanorromanos —y galorromanos de la Narbonense—, sino que respetaron el cristianismo católico que profesaban la mayoría de ellos e interfirieron muy poco en las actividades de su Iglesia —fueron abolidos algunos de los privilegios fiscales del clero católico así como su derecho a no comparecer como testigos en los tribunales no eclesiásticos; los obispos perdieron la potestad de juzgar casos civiles entre laicos—. En 506 permitieron la celebración en la Galia del Concilio de Agda —actualmente, departamento de Hérault— y en Hispania el II Concilio de Toledo al año siguiente —"en Agda, los obispos... hicieron constar en las actas de la reunión que se habían reunido con autorización del rey Alarico y pedían a Dios por su reino y por que le fuera concedida larga vida. En el II Concilio de Toledo daban gracias a Amalarico y pedían a Dios que el rey pudiera garantizar su libertad a lo largo de todo su reinado". Así los reyes visigodos arrianos mostraron una notable tolerancia hacia los católicos y su iglesia, lo que contrastará con la actitud "mostrada más tarde por los reyes católicos en relación con los arrianos"—.
Leovigildo, intentando fortalecer su alianza con la corte del reino franco de Austrasia, casó en 579 a su hijo mayor, Hermenegildo, con la princesa franca Ingundis (o Ingunda), hija de Sigeberto I y de Brunequilda, esta última una princesa visigoda que cuando se casó con el rey franco renunció su fe cristiana arriana y abrazó el catolicismo, que era la religión de su esposo y de los habitantes de su reino. Eso mismo es lo que se esperaba que hiciera Ingundis, de algo más de 12 años de edad, en cuanto llegara a Toledo —que adoptara la religión de su futuro esposo—, pero ella se negó a abjurar de su fe católica —en el viaje a Hispania a su paso por Agda, en la Septimania que formaba parte del reino visigodo de Toledo, el obispo católico de la ciudad le aleccionó para que no aceptara el veneno arriano—. Gosiunda, abuela de Ingundis y segunda esposa de Leovigildo, recurrió incluso a la violencia para que se convirtiera al arrianismo —"le sacudió por el cabello y la derribó a tierra, le dio patadas hasta hacerle sangre y después ordenó que fuera desnudada y sumergida en un estanque lleno de peces"—, pero Ingundis no cedió. Desconocemos lo que Leovilgo y Hermenegildo pensaron sobre la actitud de la princesa franca, pero el rey no molestó a la esposa de su hijo ni desconfió de él. De hecho lo nombró gobernador de la provincia de la Bética. "El que Leovigildo concediera a su hijo una provincia lindante con las posesiones bizantinas demuestra la completa confianza que en él tenía. Pero esta confianza fue defraudada". Según el historiador Luis A. García Moreno, Leovigildo tomó la decisión de alejar a Hermenegildo de la corte de Toledo porque "la situación en palacio debió de llegar a ser insostenible" y "en modo alguno quería ver peligrar la alianza franca".

## La rebelión

El Reino visigodo de Toledo hacia el año 560.

Hermenegildo y su esposa marcharon a Sevilla, la capital de la Bética. Allí Ingundis y un monje católico llamado Leandro, futuro obispo de Sevilla (si no lo era ya), convencieron a Hermenegildo para que se convirtiera al catolicismo –adoptando el nombre de Juan-, aunque se resistió al principio. La conversión suponía un abierto desafío a la autoridad de su padre, el rey Leovigildo. Este inicialmente adoptó una postura dialogante e intentó reunirse con él para parlamentar, pero Hermenegildo no sólo se negó a hablar con él sino que buscó la alianza de los bizantinos. Envió a Leandro a Constantinopla para que se entrevistara con el emperador bizantino y aunque este no se comprometió a enviar refuerzos a su provincia de Spania, sí autorizó la participación del ejército de la misma en el campo de batalla si su ayuda era requerida. Hermenegildo también logró el apoyo del rey suevo Miro, que en 576 había sufrido la invasión de su reino por Leovigildo. Miro envió un embajador al rey Gontrán I de Borgoña, al parecer para que interviniera en la guerra civil visigoda del lado de Hermenegildo, pero no obtuvo ningún éxito.
Hermegildo se proclamó rey en Sevilla en el invierno de 579-580, siendo aclamado por el clero católico con el grito "REGI A DEO VITA" (que Dios conceda vida al rey), frase que aparecerá en una de las monedas que acuñó, y que fue la primera vez en que un monarca visigodo utilizaba una leyenda de tipo religioso en sus monedas —una idea que procedía del Imperio bizantino—. Se inició así la rebelión en la que Hermenegildo utilizó el catolicismo como arma de propaganda al presentarse como víctima de una supuesta persecución religiosa por parte de Leovigildo —en una inscripción labrada en la portada de un edificio de Alcalá de Guadaira se alude a la persecución del príncipe por Leovigildo—. No parece que Hermenegildo encontrara apoyos en los hispanorromanos de la Bética, por lo que la rebelión fue un conflicto entre visigodos que se dividieron entre los que se mantuvieron fieles a Leovigildo y los que apoyaron la rebelión de su hijo. Los visigodos partidarios de Hermenegildo no sabemos si se convirtieron al catolicismo junto a su nuevo "rey". El apoyo que Hermenegildo encontró en un sector de la nobleza goda algunos historiadores lo relacionan con su descontento por la política de Leovigildo de reforzamiento del poder real, especialmente en la Bética, una de las provincias donde más había arraigado la "anarquía" del período anterior, y con la existencia de "aristócratas de sangre germánica que en este momento ya habían abrazado la fe católica". En cuanto a si Hermenegildo contó con el apoyo de los obispos católicos parece que éstos en general, siguiendo el ejemplo del metropolitano Masona de Mérida, se mantuvieron neutrales durante el conflicto, a excepción de Leandro, obispo de Sevilla, uno de los inductores de su conversión.
En poco tiempo Hermenegildo se apoderó de las provincias de la Bética y de la Lusitania, incluyendo Augusta Emerita (Mérida), la capital de esta última, y otras importantes ciudades y fortalezas, y es probable que expulsara de ellas al clero arriano y entregara sus iglesias a los católicos. Sin embargo, e inexplicablemente, Hermenegildo no intentó apoderarse de la capital, Toledo, aprovechando que Leovigildo estaba en el norte intentando dominar a los vascones —a los que arrebató parte de su territorio, donde fundó la ciudad de Victoriacum, cuyo emplazamiento no ha sido localizado—.

### La respuesta de Leovigildo y el fin de la rebelión

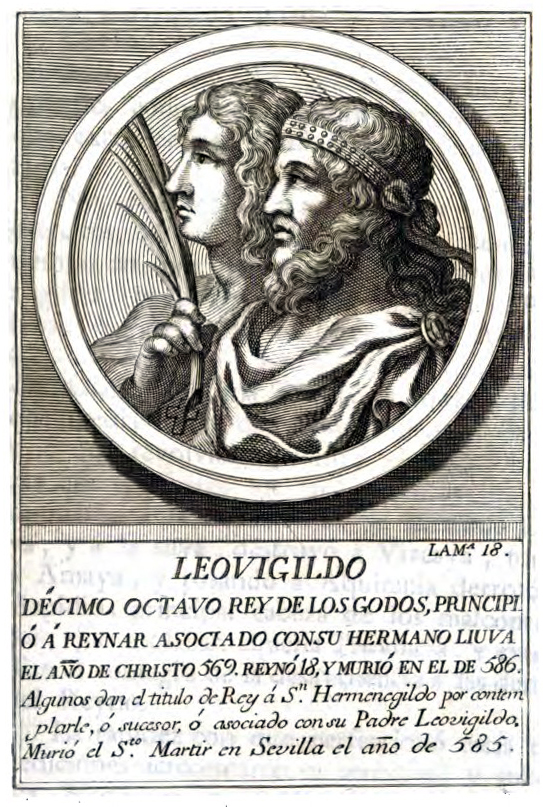
Grabado que muestra el retrato imaginario de Leovigildo y de su hijo Hermenegildo.

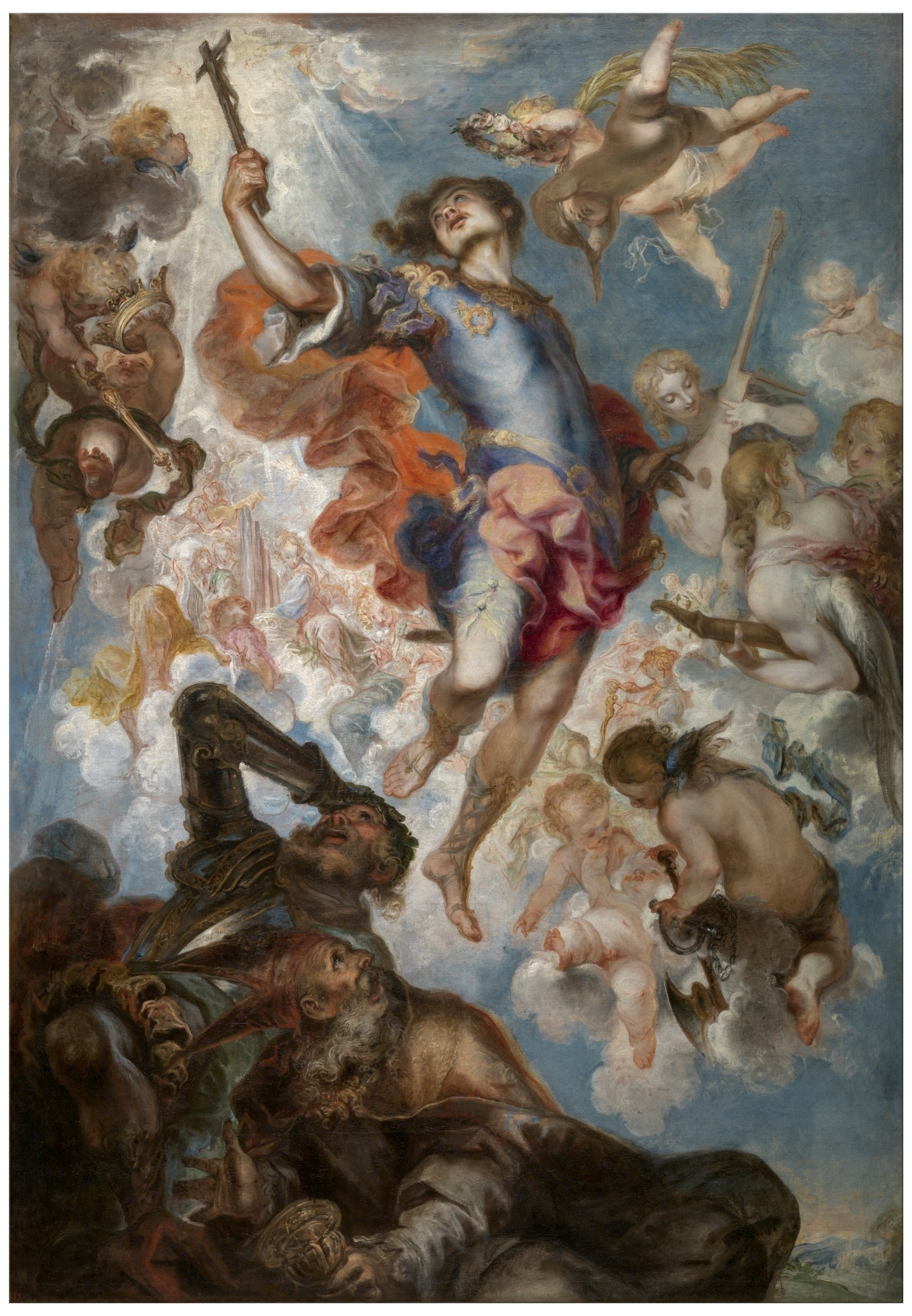
El triunfo de san Hermenegildo por Francisco de Herrera el Mozo

Leovigildo tardó dos años en iniciar la campaña militar para recuperar los territorios que estaban en manos de su hijo. Según Luis A. García Moreno, esta dilación se debió a que antes quería asegurar "la unidad de sus filas y conseguir en la media de lo posible, acabar con los motivos que más fácilmente pudiesen originar la defección en el seno de sus súbditos". Por ello, dado que el conflicto se había planteado en términos religiosos, se propuso alcanzar la unidad religiosa de todos sus súbditos en torno a la iglesia cristiana arriana. Esto es lo que explica que la primera acción que llevó a cabo cuando conoció la rebelión de Hermenegildo, aparte del intento fracasado de llegar a un acuerdo con él, fue convocar un sínodo de los obispos arrianos en Toledo en 580. Allí se tomó la decisión de facilitar la conversión de los católicos a la fe cristiana arriana (de los que profesaban la fe "romana" a la fe "católica", que era como se llamaban a sí mismos los arrianos) mediante la eliminación del requisito de volver a ser bautizados —"la necesidad de un nuevo bautismo había sido hasta entonces un impedimento para los católicos que quizá hubieran deseado abandonar su fe", afirma E.A. Thompson—. Bastaría con la imposición de manos y que el converso glorificara al Padre por medio del Hijo y en el Espíritu Santo, que era la forma arriana del Gloria. Dos años más tarde la actitud de Leovigildo fue mucho más avanzada al intentar un acercamiento entre la doctrina católica y la arriana al afirmar que Cristo, el Hijo de Dios, era igual al Padre; pero negando aún la total divinidad del Espíritu Santo. De esta forma se apartaba de las enseñanzas arrianas establecidas en el Concilio de Rímini y difundidas por Ulfila, y se acercaba a las posiciones teológicas de los macedonianos, también considerados heréticos por la Iglesia católica romana. Por otro lado, estaba dispuesto a rendir culto a las reliquias de los mártires católicos incluso en las Iglesias católicas.
La respuesta de los católicos a la nueva política religiosa de Leovigildo es objeto de discusión. Según E.A.Thompson, "dio como resultado gran número de conversiones tanto entre sacerdotes como laicos, y así lo admiten nuestras fuentes católicas. Una figura tan importante como Vicentius de Zaragoza pasó al arrianismo: el nombre del obispo de Zaragoza en 589 era Simplicius. Pero su decisión fue causa de que Severo, obispo de Málaga, en la provincia bizantina, escribiese un panfleto contra él, que desgraciadamente no se ha conservado. La publicación de Severo, junto con la ansiedad que se adivina claramente en las páginas de Gregorio de Tours, ilustran la gran atención con que los hombres en los estados católicos vecinos seguían el resultado del sínodo de Leovigildo". Luis A. García Moreno, por su parte, afirma que "el éxito alcanzado en su política de conversión entre la jerarquía episcopal por Leovigildo, fue muy mediocre: tan solo se conoce un caso de apostasía, el del obispo Vicencio de Zaragoza. Mayor debió de ser el éxito obtenido entre los laicos, sobre todo a consecuencia de la actividad desarrollada por ciertas sedes arrianas".

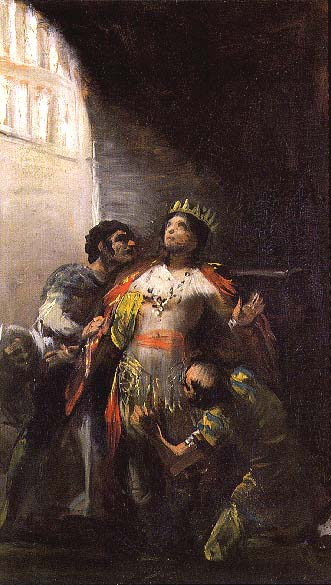
Hermenegildo en prisión. Cuadro de Goya (1810).

En el 582 Leovigildo inició la ofensiva para recuperar los territorios que estaban en manos de los sublevados. En seguida tomó Mérida y al año siguiente sitió Sevilla donde vivían Hermenegildo y su esposa. En ayuda de éstos acudió un ejército suevo al mando del rey Miro, pero Leovigildo lo cercó y le obligó a jurarle fidelidad, permitiéndole retirarse a Galicia, donde murió poco después, según el cronista franco Gregorio de Tours, aunque el cronista godo Juan de Biclaro sitúa su muerte en Sevilla. Poco después conquistaba Osset (San Juan de Aznalfarache, al otro lado del río Guadalquivir, frente a Sevilla) e Itálica, estrechando así el cerco sobre Sevilla —Leovigildo conmemoró la toma de Itálica con la emisión de una moneda con la leyenda "CUM DE(O) O(BTINT) ETALICA", con lo que imitó la idea iniciada por su hijo de incluir una leyenda religiosa, además de atribuir su victoria a la ayuda de Dios—. Finalmente Leovigildo bloqueó la navegación por el río Guadalquivir, con lo que la ciudad comenzó a padecer hambre.
Hermenegildo pidió entonces ayuda a los bizantinos de la provincia de Spania, pero Leovigildo les pagó una importante suma de dinero para que se mantuvieran neutrales, por lo que cuando Hermengildo presentó batalla a su padre en las afueras de Sevilla los bizantinos lo abandonaron. Finalmente Leovigildo conquistó Sevilla en junio o julio del 583, aunque Hermenegildo logró escapar —la toma de Sevilla (Hispalis) fue conmemorada con otra emisión de monedas en las que figuraba la leyenda religiosa "CUM D(E)O OPTINVIT SPALI"—. A continuación Leovigildo conquistó las ciudades y fortalezas de la Bética, incluyendo Córdoba donde capturó a su hijo en febrero del año 584. Hermenegildo se había refugiado en una iglesia de la ciudad y el rey envió a su hermano Recaredo para que le convenciera a que se entregase.
Cuando Hermenegildo se rindió se postró a los pies de su padre y el rey le levantó y le besó, pero a continuación lo despojó de sus ropajes reales y lo desterró a Valencia. Después fue trasladado a Tarragona donde un año después fue asesinado por un godo llamado Sisberto, probablemente cumpliendo órdenes del rey Leovigildo —eso fue lo que afirmaron Gregorio de Tours y el papa Gregorio el Grande— ya que no fue castigado por el rey. Según el relato del papa "al final de su vida Hermenegildo estaba encadenado, y que cuando la Pascua de 585 fue enviado a la prisión un obispo arriano, en medio de la oscuridad, para que el príncipe fuera engañado y recibiera la comunión de sus manos. Pero Hermenegildo no cayó en la trampa. Maltrató al obispo, y Leovilgildo, al enterarse de ello le condenó a muerte". Por su parte, la princesa Ingundis y su hijo de corta edad, que habían quedado bajo la protección de los bizantinos, fueron enviados a Constantinopla, pero Ingundis murió durante el viaje. En cuanto al hijo de Hermenegildo y de Ingundis, el niño Atanagildo, llegó a la capital bizantina y allí "durante algún tiempo [fue] utilizado por la diplomacia de Mauricio como medio de presión sobre la corte de Austrasia".

## La interpretación de la rebelión por los contemporáneos

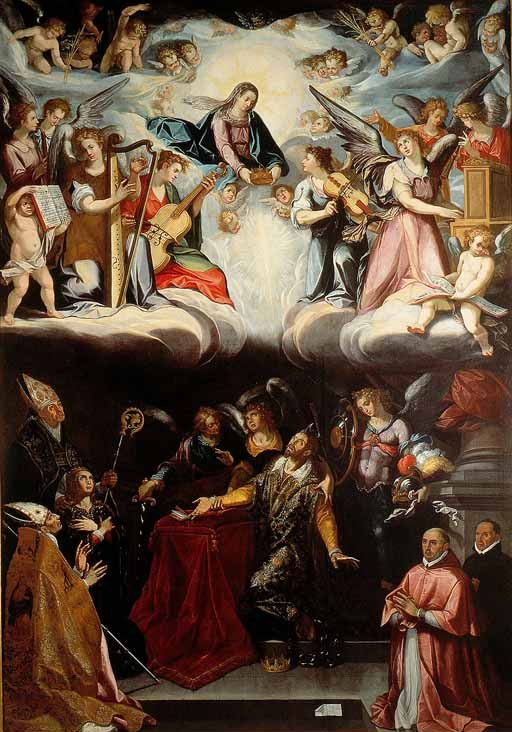
"Muerte de San Hermenegildo". Cuadro de Alonso Vázquez (1602).

Los cronistas visigodos, incluso los católicos, no consideraron a Hermenegildo como el defensor del catolicismo contra la "opresión" arriana, sino que lo presentaron como un súbdito que se rebeló contra su rey y un hijo que se enfrentó a su padre, por lo que lo calificaron de tyrannus. Ni siquiera mencionan su conversión al catolicismo, y tampoco que Leovigildo hubiera ordenado su muerte. Y en las actas de los concilios de Toledo posteriores a la conversión de Recaredo nunca se le mencionó, ni siquiera lo hizo el obispo Leandro de Sevilla, uno de los dos principales inductores de su conversión. Esta especie de "conspiración del silencio" sobre Hermenegildo llegó al extremo de que el autor de las Vidas de los Santos Padres de Mérida eliminó la referencia que se hacía de él en un pasaje que recogía unas palabras del papa Gregorio: Recaredo, siguiendo no el ejemplo de su impío padre, sino el de su hermano mártir, abjuró de la perversión de la herejía arriana. En lugar de hermano mártir escribió Cristo del Señor. Según E.A. Thomson, esta omisión deliberada del carácter de la rebelión de Hermenegildo, se debería a que, "tras la conversión de Recaredo y el establecimiento de un estado católico no se consideró oportuno asociar al catolicismo con la rebelión, especialmente una rebelión que había producido una enorme devastación en España y que había sido apoyada por los bizantinos. Una vez que España se había convertido en un estado católico, la rebelión contra la autoridad del estado no debía ser perdonada y mucho menos glorificada". Y además habría que haber explicado el papel que desempeñó en ella Recaredo: "cómo había apoyado a su padre, arriano, en contra del príncipe católico, cómo había intentado hacer volver al arrianismo a su piadoso hermano y cómo cierto era que había sido el primero en beneficiarse de la muerte de su hermano".
Por el contrario, el cronista franco Gregorio de Tours afirmó que se trataba de una rebelión católica y destacó que cuando Leovigildo se enteró de la conversión de su hijo Hermenegildo buscó motivos para combatirlo. Por su parte el papa en 594 llamó al príncipe mártir. Sin embargo, habrá que esperar cien años a que sea mencionado como mártir por un autor de Hispania, concretamente por Valerio del Bierzo.